# Cypha crotchi
Cypha crotchi är en skalbaggsart som först beskrevs av Horn 1877.  Cypha crotchi ingår i släktet Cypha och familjen kortvingar. Inga underarter finns listade i Catalogue of Life.